# Accident ischémique constitué
 (juin 2009).
Si vous disposez d'ouvrages ou d'articles de référence ou si vous connaissez des sites web de qualité traitant du thème abordé ici, merci de compléter l'article en donnant les références utiles à sa vérifiabilité et en les liant à la section « Notes et références ».
Un accident ischémique constitué est une forme d'accident vasculaire cérébral caractérisée par une atteinte définitive et plus ou moins étendue du tissu cérébral en rapport avec une anomalie de la vascularisation.

## Physiopathologie
L'arrêt brutal de la vascularisation entraîne une mort cellulaire, c’est-à-dire une nécrose dont l'importance est liée au niveau où se produit l'arrêt de la circulation sanguine. Les anomalies vasculaires en cause sont :
- L'embolie cérébrale par migration d'un thrombus développé dans le cœur (le plus souvent au cours d'une fibrillation auriculaire)
- L'athérome qui provoque une thrombose artérielle lorsque la plaque d'athérome se fissure, lui-même lié aux facteurs de risques cardiovasculaires (diabète sucré, hypertension artérielle, obésité, hyperlipidémie, sédentarité, sexe masculin, ménopause)
- La dissection artérielle

À la différence du cœur dont les tissus sont nourris par une vascularisation terminale, le cerveau bénéficie d'une vascularisation anastomosée (c’est-à-dire que ces artères ne sont pas terminales mais communiquent les unes avec les autres) qui explique que la survenue de déficit neurologique ne puisse avoir lieu qu'en cas de l'occlusion d'un gros tronc artériel, où les réseaux de suppléance ne peuvent assurer une vascularisation de secours suffisante.

## Diagnostic

### Infarctus dans le territoire carotidien
Les signes et symptômes de la nécrose cérébrale sont directement dépendants du territoire anatomique nécrosé, lui-même dépendant de l'artère touchée. En effet, le cerveau est divisé en territoires de fonctions différentes. Cependant, ces topographies ne sont qu'indicatives : en effet, la grande majorité des AVC entraîne une nécrose de topographie rarement exactement superposable à des aires cérébrales précises.

#### Infarctus dans le territoire sylvien
L'artère sylvienne (également nommée artère cérébrale moyenne) est issue de la carotide interne, elle chemine dans la vallée sylvienne et assure la vascularisation des hémisphères cérébraux (en particulier les territoires pariétaux)

##### Infarctus sylvien superficiel
Il se manifeste par la survenue brutale d'un déficit moteur (hémiplégie) brachio-facial (touchant la face et le membre supérieur), des troubles de la sensibilité de l'hémicorps controlatéral, et une hémianopsie latérale homonyme.
Les troubles sensoriels dépendent de l'hémisphère touché :
- L'atteinte de l'hémisphère dominant (en général le gauche) entraîne une aphasie (de Broca ou de Wernicke selon la topographie de la nécrose), une apraxie idéomotrice, une agnosie d'importance variable (acalculie, agraphie, agnosie digitale)
- L'atteinte de l'hémisphère mineur (en général le droit) constitue le syndrome d'Anton Babinski avec anosognosie (méconnaissance de la maladie), hémiasomatognosie (méconnaissance de l'hémicorps malade : le malade rejette l'appartenance d'une moitié de son corps et peut même exiger qu'on le « débarrasse de ce corps étranger »), anosodiaphorie (indifférence à la maladie), héminégligence (le malade ignore tout ce qui se passe dans le champ visuel contralésionnel, sans anomalie visuelle organique : il ne mange qu'une moitié de son assiette, ne se rend pas compte de la présence de visiteurs d'une moitié de la pièce, etc.)

##### Infarctus sylvien profond
On observe des troubles étendus de la motricité avec paralysie massive d'un hémicorps, sans anomalie visuelle ni sensitive lorsque la topographie de la nécrose est limitée à la capsule interne, au noyau lenticulaire, et au noyau caudé.

##### Infarctus sylvien total
Il associe les signes des deux précédents.
Une thrombose de la carotide interne réalise un syndrome optico-pyramidal caractérisé par une hémiplégie controlatérale à la lésion, massive, proportionnelle, totale et une cécité monoculaire avec abolition du reflexe photomoteur (l'atteinte se situant en amont de la naissance de l'artère ophtalmique).

#### Infarctus dans le territoire de l'artère cérébrale antérieure
Il se manifeste par un déficit moteur à prédominance crurale, des troubles sphincteriens (incontinence), un mutisme initial, un syndrome frontal (avec apathie ou euphorie, grasping, persévérations motrices, comportements d'imitation).

### Infarctus dans le territoire vertébro basilaire
Le tronc basilaire est issu de la fusion des deux artères vertébrales. Il chemine en avant du tronc cérébral et donne naissance à la vascularisation des territoires cérébraux occipitaux, du cervelet, et du tronc cérébral.

#### Syndrome de Wallenberg
Il constitue un syndrome alterné du tronc cérébral, par infarcissement de la partie rétro-olivaire du bulbe. On a :
- Du côté de la lésion
  - atteinte de la sensibilité de la face respectant la sensibilité tactile lié à nerf crânien V ;
  - atteinte des nerf crânien IX, X, XI responsables de troubles de la déglutition, de hoquets, d'une paralysie de l'hémivoile, de l'hémipharynx, de la corde vocale homolatérale
  - Syndrome de Claude-Bernard-Horner (avec myosis, ptosis, énophtalmie)
  - Hémi-syndrome cérébelleux
  - Syndrome vestibulaire (avec vertiges, nausées, vomissements, nystagmus)
- Du côté opposé à la lésion : un trouble de la sensibilité de tout l'hémicorps, respectant la face, touchant la sensibilité thermo-algésique.

#### Infarctus cérébelleux
Il représente un risque vital majeur : l'œdème consécutif à la nécrose peut entraîner une compression du 4e ventricule cérébral (risque d'hypertension intra-crânienne) et une compression du tronc cérébral (avec trouble de la commande central de la respiration et décès par asphyxie).
L'infarctus cérebelleux se manifeste initialement par un syndrome cérébelleux statique et cinétique, des nausées et vomissements, vertiges, céphalées postérieures. Les signes d'alerte annonçant les complications compressives doivent être recherchés régulièrement : troubles de la conscience (coma au maximum), troubles de la respiration, paralysie oculomotrice (avec diplopie), troubles de la motricité.
En cas de compression avérée, la mise en place d'une dérivation ventriculaire externe en urgence peut être nécessaire. Au maximum, l'ablation chirurgicale de la zone infacrie doit être envisagée.

## Conduite à tenir

### Cliniquement
L'examen neurologique initial confirme le déficit, quantifie son importance et son étendue, et tâche d'estimer les structures atteintes, en particulier l'artère responsable. La recherche de menace vitale immédiate est capitale, et permet de mettre en place un traitement d'urgence adapté. Le reste de l'examen est axé sur le dépistage de facteurs de risques cardiovasculaires, la recherche de troubles cardiaques, d'une maladie athéromateuse dans le cadre du bilan étiologique.

### Examens complémentaires

#### Scannercérébral
Initialement sans injection, il recherche une hypodensité du parenchyme cérébral signant l'infarctus. Le scanner peut être normal dans les premières heures après l'accident, en effet l'hypodensité n'est maximale qu'après 48 à 72 heures d'évolution. On recherchera des complications tel qu'un œdème cérébral se traduisant par un effet de masse avec disparition des sillons corticaux, compression des ventricules latéraux et déplacement des structures médianes ou une hémorragie secondaire. La normalité du scanner en phase aiguë permet tout de même d'éliminer une hémorragie méningée.

#### IRMcérébrale
Elle doit être pratiquée si le scanner est normal, car elle permet de dépister très précocement l'ischémie cellulaire, avant même la constitution d'une nécrose (en particulier en séquence diffusion qui détecte les zones d'œdème cellulaire, c’est-à-dire la phase la plus précoce de la souffrance cellulaire par la mise en évidence de l'augmentation des mouvements browniens atomiques dans les cellules cérébrales). Elle permet aussi, lorsqu'elle est couplée à l'injection de gadolinium, d'effectuer une angiographie par résonance magnétique permettant de dépister les rétrécissements artériels consécutifs à l'athérome.

#### Autres examens de première intention
- Bilan biologique : NFS, bilan de coagulation, ionogramme sanguin, fonction rénale, VS, CRP, glycémie, bilan lipidique ;
- Électrocardiogramme (recherche tout particulièrement des troubles du rythme cardiaque) ;
- Électroencéphalogramme (en cas de doute diagnostique avec une épilepsie) ;
- Échographie-doppler des troncs supra-aortiques et des artères intra-crâniennes ;
- Radiographie du thorax ;
- Échographie cardiaque.

#### Examens de seconde intention
- Holter cardiaque rythmique ;
- Angiographie cérébrale (dans le cas d'une origine athéromateuse, afin de rechercher une indication opératoire) ;
- Échographie cardiaque trans-œsophagienne (afin de mettre en évidence un thrombus intra-cardiaque) ;
- Bilan complet de l'hémostase (si l'on suspecte un trouble de la coagulation à l'origine de la formation du thrombus).

## Étiologie des infarctus cérébraux

### Athérosclérose
Elle est de loin la cause la plus fréquente, et est intimement liée à la présence de facteurs de risque cardiovasculaire. La plaque d'athérome, lésion élémentaire de la maladie, se constitue dans certains territoires privilégiés (dans le cas qui nous intéresse, à la bifurcation carotidienne, dans le siphon carotidien, dans le bulbe carotidien, ou à l'origine des artères vertébrales) en général extra-crâniens (l'athérome intra-crânien est rare dans les populations Blanches, plus fréquent chez les Africains et les Asiatiques.)
La plaque d'athérome grandit avec le temps, et finit par s'ulcérer, entrainant la formation d'un caillot sanguin à son contact (thrombus fibrino-plaquettaire) qui, en se détachant, va aller occlure une artère cérébrale à un niveau plus ou moins distal selon la taille du thrombus. Ce dernier peut parfois se déliter spontanément (ce qui provoque un accident ischémique transitoire) ou oblitérer durablement la lumière artérielle, responsable de la nécrose cellulaire.
La ou les plaques d'athéromes sont mises en évidence par l'échodoppler des vaisseaux du cou, complétée par une artériographie cérébrale si besoin qui objective la sténose artérielle consécutive à la présence de la plaque.

### Cardiopathie emboligène
Dans 20 à 25 % des cas, dans le cadre d'une fibrillation auriculaire, c'est un thrombus développé dans l'oreillette cardiaque gauche qui, en migrant, va aller oblitérer une artère cérébrale. La fibrillation auriculaire est suspectée devant un pouls irrégulier à l'examen clinique et affirmée par l'ECG, le holter rythmique en cas de fibrillation paroxystique, ou l'échographie cardiaque.
Les cardiopathies emboligènes ont tendance à provoquer des AVC multiples dans des territoires cérébraux différents, par fragmentation du thrombus au cours de son transit.

### Dissection artérielle
En particulier chez les sujets jeunes, elle est liée au clivage de la paroi artérielle (en général de la carotide interne) avec formation d'un hématome dans la paroi artérielle.

### Causes rares
- Trouble sévère de la coagulation ;
- Artérite dans le cadre d'une maladie de système.

## Évolution et pronostic

### Décès
20 à 25 % des sujets meurent dans les 15 premiers jours après leur attaque, le plus souvent en raison de l'œdème cérébral précoce, maximal entre le 3e et le 5e jour, et plus tardivement par les complications liées à l'hospitalisation et à l'immobilisation (infection nosocomiale, escarre, pneumonie d'inhalation, etc.). À un an, la mortalité globale est de 40 %, le plus souvent après une récidive d'infarctus.

### Séquelles neurologiques
La récupération des fonctions cérébrales atteintes est possible environ jusqu'au 6e mois, au-delà de quoi les déficits sont généralement définitifs. Environ 60 % des survivants gardent des séquelles neurologiques invalidantes.
L'évolution d'une hémiplégie se fait en deux stades :
- Hémiplégie flasque avec déficit prédominant aux muscles extenseurs aux membres supérieurs et aux muscles fléchisseurs aux membres inférieurs ;
- Hémiplégie spasmodique avec syndrome pyramidal, prédominant aux muscles fléchisseurs aux membres supérieurs et aux muscles extenseurs aux membres inférieurs.

Le rôle de la kinésithérapie, de l'ergothérapie et de la médecine physique et de réadaptation est capital pour prévenir la grabatisation et permettre à ces sujets souvent âgés de garder une autonomie compatible avec une bonne qualité de vie.

### Complications tardives
- Récidive d'accident vasculaire cérébral ;
- Épilepsie séquellaire ;
- Démence vasculaire en cas de récidives multiples ;
- Dépendance par réduction majeure de l'autonomie.

## Principes du traitement

### Traitement symptomatique
Il repose sur l'hospitalisation en service spécialisé, avec des mesures générales de réanimation (surveillance rapprochée, examens neurologiques réguliers, dépistage des complications, soins de la bouche et des yeux, prévention d'escarres, d'infections, de thrombose veineuse des membres inférieurs, etc.
La kinésithérapie doit être entreprise précocement, passive puis active. Un traitement orthophonique est entrepris dans le cas d'une aphasie. L'ergothérapie peut être utilisée dans les cas d'apraxie, d'agnosie, de troubles de l'exécution des mouvements et de perte d'autonomie dans les activités de la vie quotidienne.

### Traitement médical
Il dépend de la cause de l'occlusion artérielle, et peut faire appel aux anti-agrégants plaquettaires (aspirine) ou aux anticoagulants.
Les indications du traitement anti-coagulant à dose efficace sont les suivantes :
- Accident ischémique constitué précédé d'accidents ischémiques transitoires répétés ;
- infarctus en cours d'évolution ;
- Infarctus d'origine cardiaque après 72 heures d'évolution ;
- Dissection carotidienne ou vertébrale ;
- Thrombophlébite cérébrale.

Pas de traitement anticoagulant d'emblée en cas de déficit massif.
La fibrinolyse (traitement spécifique permettant de détruire le caillot sanguin par l'injection d'enzymes) n'est malheureusement utilisable que dans des situations très précises :
- Accident ischémique constitué depuis moins de 4 heures 30[1];
- Absence de troubles de la conscience ;
- Absence de contre-indications ;
- Scanner initial normal.

### Traitement préventif des récidives
Il dépend de l'étiologie.
- En cas d'athérosclérose, le traitement repose sur le dépistage et le traitement des facteurs de risque cardiovasculaires (arrêt du tabac, équilibre du diabète sucré, traitement d'une hypercholestérolémie, etc.) et sur l'aspirine à faible dose au long cours. L'endarteréctomie peut être proposée : elle concerne la plaque d'athérome, lorsque :
  - elle est symptomatique,
  - opérable (située en dehors du crâne),
  - responsable d'un rétrécissement du calibre artériel (sténose) d'au moins 70 %,
  - il n'y a pas de contre-indications opératoires.

Elle consiste alors en une ablation de la plaque d'athérome au cours d'une intervention de chirurgie vasculaire (endartérectomie). Le traitement médical doit tout de même lui être associé.
- En cas de dissection, les anticoagulants doivent être poursuivis trois mois. À ce terme on réalise une artériographie : si la dissection s'est colmatée, un traitement simple par aspirine est institué. Sinon, les anticoagulants sont poursuivis.
- Les cardiopathies emboligènes se traitent par anti-coagulants au long cours, sous stricte surveillance de l'INR.